# Syndrome d'Andersen-Tawil
Pour les articles homonymes, voir Andersen et Tawil.
Le syndrome d'Andersen-Tawil  est l'association d'une triade associant :
- Faiblesse musculaire avec épisode de paralysie
- Arythmie ventriculaire et pseudo allongement de l'espace QT (le QT étant de largeur normale si on exclut l'onde U[1])
- Anomalies morphologiques comme implantation basse des oreilles, hypertélorisme, syndactylie, petite taille.

Il peut s'accompagner d'une cardiomyopathie dilatée.

## Historique
Le syndrome a été décrit pour la première fois par Ellen Damgaard Andersen en 1971, chez un garçon de huit ans. Rabi Tawil décrit le rôle du potassium dans les symptômes, en 1994.

## Cause
La maladie fait partie des canalopathies. Elle est secondaire à la perturbation du canal potassique Kir2.1, dont le KCNJ2 est la protéine constituante mutée, entraînant un syndrome d'Andersen-Tawil de type 1. L'atteinte d'une autre protéine canalaire, le KCNJ5 provoque un syndrome d'Andersen-Tawil dit de type 2.

## Évolution
Le risque est essentiellement la survenue d'un trouble du rythme ventriculaire pouvant conduire à une syncope ou à une mort subite, avec une fréquence approchant le 8 % sur cinq ans pour le syndrome de type 1.

## Traitement
Les bêta-bloquants sont inefficace dans le syndrome de type 1.